# Денисов, Николай Николаевич
Николай Николаевич Денисов (1907 — 1976) — советский легкоатлет (бег на средние дистанции), чемпион и призёр чемпионатов СССР, рекордсмен СССР, заслуженный мастер спорта СССР (1942), заслуженный тренер СССР (1956).

## Биография
Выступал за клуб мукомолов и «Динамо» (Москва). Становился победителем международных рабочих соревнований в Чехословакии, Франции, Бельгии, Финляндии. Автор десяти рекордов СССР на дистанциях 800, 1000 и 1500 метров. Также установил три рекорда страны в шведской эстафете (800+400+200+100 м).
Окончил Высшую школу тренеров ГЦОЛИФК. Был одним из первых в стране, удостоенных звания заслуженного тренера СССР. Тренер сборной страны по бегу на средние и длинные дистанции на летних Олимпийских играх 1952 года в Хельсинки.
Скончался в ноябре 1976 года.

## Спортивные результаты
- Чемпионат СССР по лёгкой атлетике 1928 года:
  - Бег на 1500 метров —  (4.08,8);
- Всесоюзные соревнования по лёгкой атлетике 1931 года:
  - Бег на 1500 метров —  (4.15,2);
- Всесоюзные межведомственные соревнования по лёгкой атлетике 1934 года:
  - Бег на 800 метров —  (1.56,8);
- Всесоюзный слёт мастеров 1935 года:
  - Бег на 800 метров —  (1.56,4);

## Известные воспитанники
- Казанцев, Владимир Дмитриевич (1923—2007) — серебряный призёр летних Олимпийских игр 1952 года в Хельсинки в беге на 3000 метров с препятствиями, заслуженный мастер спорта СССР.

## Награды
- Орден «Знак Почёта» (27.04.1957) — «за успехи, достигнутые в деле развития массового физкультурного движения в стране, повышения мастерства советских спортсменов, и успешное выступление на международных соревнованиях»